# Ґліниці (Мазовецьке воєводство)
Ґліниці (пол. Glinice) — село в Польщі, у гміні Пшитик Радомського повіту Мазовецького воєводства.
Населення — 216 осіб (2011).
У 1975-1998 роках село належало до Радомського воєводства.

## Демографія
Демографічна структура станом на 31 березня 2011 року:
|          | Загалом | Допрацездатний вік | Працездатний вік | Постпрацездатний вік |
| -------- | ------- | ------------------ | ---------------- | -------------------- |
| Чоловіки | 102     | 31                 | 63               | 8                    |
| Жінки    | 114     | 35                 | 58               | 21                   |
| Разом    | 216     | 66                 | 121              | 29                   |